# Вітоня (гміна)
Гміна Вітоня (пол. Gmina Witonia) — сільська гміна у центральній Польщі. Належить до Ленчицького повіту Лодзинського воєводства.
Станом на 31 грудня 2011 у гміні проживало 3472 особи.

## Площа
Згідно з даними за 2007 рік площа гміни становила 60.54 км², у тому числі:
- орні землі: 90.00%
- ліси: 1.00%

Таким чином, площа гміни становить 7.82% площі повіту.

## Населення
Станом на 31 грудня 2011:
| Опис     | Загалом | Загалом | Чоловіки | Чоловіки | Жінки | Жінки |
| -------- | ------- | ------- | -------- | -------- | ----- | ----- |
| одиниця  | осіб    | %       | осіб     | %        | осіб  | %     |
| все      | 3472    | 100     | 1731     | 49.86    | 1741  | 50.14 |
| міське   | 0       | 100     | 0        |          | 0     |       |
| сільське | 3472    | 100     | 1731     | 49.86    | 1741  | 50.14 |

## Сусідні гміни
Гміна Вітоня межує з такими гмінами: Ґура-Свентей-Малґожати, Дашина, Кутно, Кшижанув, Ленчиця.